# Clathria fregeti
Clathria fregeti är en svampdjursart som först beskrevs av Jean Vacelet 1969.  Clathria fregeti ingår i släktet Clathria och familjen Microcionidae. Inga underarter finns listade i Catalogue of Life.